# Автошлях N5 (ПАР)
Автошлях N5 — національний маршрут у Південній Африці, який з'єднує N1 у Вінбурзі з N3 у Гарісміті через Сенекал, Поль-Ру та Бетлехем.
Є частиною основного шляху між Дурбаном і Блумфонтейном.

## Маршрут
N5 починається у Вінбурзі, на розв'язці з N1 на північний захід від центру міста. Спочатку він підписаний разом із R708 на схід, минаючи Вінбург на півночі (де R709 забезпечує доступ до центру міста). Після 9 кілометрів R708 стає власною дорогою на південний схід у напрямку Marquard, залишаючи N5 дорогою на схід.
Від R708 розгалужується на схід від Вінбурга, N5 прямує на схід на 54 кілометри до міста Сенекал. У Західному Сенекалі до N5 приєднується R70 від Вентерсбурга та R707 від Маркварда, і вони є однією дорогою на схід через центр міста Сенекал. Через 8 кілометрів на схід від Сенекалу R707 стає окремою дорогою на північний схід, а ще через 1 кілометр R70 стає окремою дорогою на південний схід.
Від R70, що розгалужується на схід від Сенекалу, N5 прямує на схід на 60 кілометрів через Пол Ру до міста Віфлеєм, де вона проходить через центр міста як дві вулиці з одностороннім рухом (вулиця Мюллер на схід і вулиця Керк на захід). У центрі міста Віфлеєм N5 зустрічається з R26 і південно-східною кінцевою станцією R76 на перехресті Комісар-стріт. R26 з’єднується з N5, і вони разом проходять на схід через центр міста до розв’язки Hospital Road, де R26 стає дорогою на північ, а N5 стає дорогою на південь. Далі повертає на південний схід і зустрічає західну кінцеву станцію R712 перед перетином річки Ас.
З Віфлеєма N5 прямує на схід на 37 кілометрів, об’їжджаючи місто Кестел і зустрічаючи R57 на з’їзді на північ від центру міста. Від Кестелла N5 прямує на схід на 41 кілометр до західної кінцевої зупинки R74 і в'їжджає в місто Гарісміт. На південь від центру міста Гаррісміт N5 перетинає річку Вілдж і досягає східної кінцевої зупинки на розв’язці з N3.